# Lisa Marie Nowak
Lisa Marie Caputo Nowak (Washington, 1963. május 10. –) amerikai űrhajósnő, kapitány. 
Szolgált repüléstechnikai tisztként és kísérleti pilótaként az Amerikai Egyesült Államok Haditengerészeténél, majd kiválasztották a NASA 16. Asztronauta Csoportjába 1996-ban, a robotika szakértőjeként. Űrutazást tett a Space Shuttle Discovery fedélzetén az STS-121 küldetés során 2006 júliusában, amikor a repülőgép és a Nemzetközi Űrállomás robotkarjainak működtetéséért felelt. 
2007-ben Nowak egy ismertté vált bűncselekménybe keveredett. Bűnösnek vallotta magát betörés és könnyű testi sértés vádjában, ami a kapitányi rangból parancsnoki rangra való lefokozásához és kirúgásához vezetett, mind a NASA-tól, mind a Haditengerészettől.

## Életpálya
1985-ben a Haditengerészeti Akadémián (USAF Academy) repülőmérnöki oklevelet szerzett. 1987-ben kapott repülőgép vezetői jogosítványt. Szolgálati repülőgépei az EA–7L és az ERA–3B támogató repülőgépek voltak. 1993-ban tesztpilóta kiképzésben részesült. Az F/A–18 és az EA–6B technikai változatait tesztelte. 1992-ben a Haditengerészeti Posztgraduális Iskolában repüléstechnikai és űrhajózási mérnök diplomát kapott. Több mint 1500 órát töltött a levegőben, és harmincnál is több típusú repülőgépet vezetett vagy tesztelt.
1996. május 1-jétől a Lyndon B. Johnson Űrközpontban kapott űrhajóskiképzést. Külön kiképzésen esett át a kanadai robotkarok működtetésével kapcsolatban. Egy űrszolgálata alatt összesen 12 napot, 18 órát, 37 percet és 54 másodpercet (306 óra) töltött a világűrben.
200]. március 7-én fegyelmi okok miatt távozott az űrhajósoktól. 2007. február 7-én Floridában letartóztatták, mert megpróbálta elrabolni William Oefelein barátnőjét. Nowak lett az első űrhajós, akit eltanácsoltak a NASA-tól. Az ügy hatására kidolgoztak egy magatartási kódexet. A bírósági tárgyalás lezárását követően 2010-ben etikai okok miatt a Haditengerészettől is távozásra kényszerült. Az esetet alapul véve 2019-ben Lucy az égben címmel film is készült, Natalie Portman főszereplésével.

## Űrrepülések
STS–121, a Discovery űrrepülőgép 32. repülésének küldetésfelelőse. Tesztelték az űrrepülőgép új biztonsági rendszerét. Logisztikai anyagokat (víz, élelmiszer, tudományos anyagok és eszközök) szállítottak a Nemzetközi Űrállomásra (ISS). Több technikai és egyéb, meghatározott kutatási, kísérleti illetve javítási programot is végrehajtottak. Űrszolgálata alatt összesen 12 napot, 18 órát, 37 percet és 54 másodpercet (306 óra) töltött a világűrben. 8 500 000 kilométert (5 200 000 mérföldet) repült, 202 alkalommal kerülte meg a Földet.